# Kličaŭ
Kličaŭ (in bielorusso Клічаў?) è un comune della Bielorussia, situato nella regione di Mahilëŭ.